# 문화왕후
문화왕후 김씨(文和王后 金氏, 생몰년 미상)는 고려 성종의 왕비이다. 본관은 선산이다.

## 인물
선주(현 경상북도 구미시 선산읍) 출신으로, 나중에 시중에 추증된 김원숭(金元崇)과 화의군대부인 왕씨(和義郡大夫人 王氏)의 딸이다. 성종의 왕비로 책봉되어 그 호를 연흥궁주(延興宮主), 또는 현덕궁주(玄德宮主)라 하였다. 현대 학자 중 일부는 그녀의 어머니가 왕씨인 것을 두고, 그녀가 왕실의 외손일지도 모른다는 추측을 하기도 한다.
그녀는 남편 성종과의 사이에서 딸을 1명 낳았으며, 그 딸은 훗날 현종의 왕비(원정왕후 김씨)가 되었다.
또한 성종의 여동생들의 소생인 목종과 현종을 돌보며 훗날 어머니라는 이미지가 각인되었다고 전해진다.
1029년(현종 20년)에 대비(大妃)에 봉해졌으며, 이때 그녀의 아버지 김원숭을 비롯한 조부모와 부모에게 여러 관작 및 토지가 내려졌다.
사망 후 그 시호를 문화왕후(文和王后)라고 하였다. 그녀의 생몰년대는 기록되어있지 않아 정확히 알 수 없으나, 적어도 대비에 봉해진 1029년 이후에 사망했을 것으로 보인다. 그녀의 능 또한 기록이 되어있지 않아 정확히 알 수 없다.

## 가족 관계
- 조부 : 상서좌복야 상주국 회의국개국백 김광의(尙書左僕射 上柱國 和義縣開國伯 金光義)
- 조모 : 화의군대부인 김씨(和義君大夫人 金氏)
  - 아버지 : 특진 수태위 겸 시중 화의군개국후 김원숭(特進 守太尉 兼 侍中 和義郡開國侯 金元崇, 생몰년 미상)
  - 어머니 : 화의군대부인 왕씨(和義君大夫人 王氏, 생몰년 미상)
  - 남편 : 제6대 성종 문의대왕(成宗 文懿大王, 960 ~ 997)
    - 딸 : 현종 제1비 원정왕후 김씨(元貞王后 金氏, ? ~ 1018)

## 문화왕후가 등장한 작품
- 《천추태후》(KBS, 2009년~2009년, 배우: 문정희, 김민지)

## 같이 보기
- 김원숭
- 김치양
- 천추태후

## 참고 자료
- 《한권으로 읽는 고려왕조실록》, 성종의 가족들, 박영규 저, 웅진닷컴(2004년, 173~203p)